# Diboruro di zirconio
Il diboruro di zirconio (ZrB2) è un materiale ceramico refrattario altamente covalente con una struttura cristallina esagonale. Il diboruro di zirconio è una ceramica ultra refrattaria (UHTC) con un punto di fusione di 3246 °C. Questo, insieme alla sua densità relativamente bassa di ~6,09 g/cm3 (la densità misurata può essere maggiore a causa delle impurità di afnio) e la buona resistenza alle alte temperature lo rendono un candidato per applicazioni aerospaziali ad alta temperatura come il volo ipersonico o i sistemi di propulsione a razzo. È una ceramica insolita, avente conducibilità termica ed elettrica relativamente elevate, proprietà che condivide con il diboruro di titanio isostrutturale e il diboruro di afnio.
Le parti nel diboruro di zirconio vengono solitamente pressate a caldo (pressione applicata alla polvere riscaldata) e quindi lavorate per modellare. La sinterizzazione del diboruro di zirconio è ostacolata dalla natura covalente del materiale e dalla presenza di ossidi superficiali che aumentano l'ingrossamento dei grani del cristallo prima della densificazione durante la sinterizzazione. La sinterizzazione senza pressione del diboruro di zirconio è possibile con additivi per sinterizzazione come carburo di boro e carbonio che reagiscono con gli ossidi superficiali per aumentare la forza motrice per la sinterizzazione, ma le proprietà meccaniche sono degradate rispetto al diboruro di zirconio pressato a caldo.
Viene spesso fatta un'aggiunta di ~30 vol% di carburo di silicio (SiC) al diboruro di zirconio per migliorare la resistenza all'ossidazione creando uno strato protettivo di ossido, simile allo strato protettivo di allumina dell'alluminio.
Il diboruro di zirconio è utilizzato nei compositi a matrice ceramica ad altissima temperatura (UHTCMC).
I compositi di diboruro di zirconio rinforzati con fibra di carbonio mostrano un'elevata tenacità, mentre i compositi di diboruro di zirconio rinforzati con fibra di carburo di silicio sono fragili e mostrano un guasto irreversibile.

## Preparazione
Il diboruro di zirconio può essere sintetizzato mediante reazione stechiometrica tra gli elementi costitutivi, in questo caso zirconio e boro. Questa reazione prevede un preciso controllo stechiometrico dei materiali. A 2000 K, la formazione di diboruro di zirconio tramite reazione stechiometrica è termodinamicamente favorevole {\displaystyle (\Delta G=-279,6\,\mathrm {kJ\cdot mol^{-1}} )} e pertanto questa via può essere utilizzata per produrre diboruro di zirconio mediante sintesi ad alta temperatura (SHS) autopropagante. Questa tecnica sfrutta l'elevata energia esotermica della reazione per provocare reazioni di combustione veloci e ad alta temperatura. I vantaggi della SHS includono una maggiore purezza dei prodotti ceramici, una maggiore sinterizzazione e tempi di lavorazione più brevi. Tuttavia, le velocità di riscaldamento estremamente rapide possono provocare reazioni incomplete tra lo zirconio e il boro, la formazione di ossidi stabili di zirconio e il mantenimento della porosità. Sono state effettuate anche reazioni stechiometriche mediante reazione di attrito fresato (materiali soggetti a usura mediante macinazione) tra polvere di zirconio e boro (e quindi pressatura a caldo a 600 °C per 6 ore) e sono state ottenute particelle su scala nanometrica facendo reagire zirconio macinato per attrito e precursori di boro. La riduzione di ossido di zirconio (ZrO2) e biossido di afnio (HfO2) ai rispettivi diboruri può essere ottenuta anche tramite riduzione metallotermica. Vengono utilizzati materiali precursori economici e fatti reagire secondo la seguente reazione:
{\displaystyle {\ce {ZrO2\ +\ B2O3\ +\ 5Mg->ZrB2\ +\ 5MgO}}}
Il magnesio viene utilizzato come reagente per consentire la lisciviazione acida dei prodotti di ossido indesiderati. Durante le riduzioni metallotermiche sono spesso necessari eccessi stechiometrici di magnesio e anidride borica (B2O3) per consumare tutto l'ossido di zirconio disponibile. Queste reazioni sono esotermiche e possono essere utilizzate per produrre i diboruri mediante SHS. La produzione di diboruro di zirconio da ossido di zirconio tramite SHS spesso porta a una conversione incompleta dei reagenti, e quindi alcuni ricercatori hanno impiegato una doppia SHS (DSHS). Una seconda reazione SHS con magnesio e acido borico (H3BO3) come reagenti insieme alla miscela ZrB2/ZrO2 produce una maggiore conversione al diboruro e dimensioni delle particelle di 25-40 nm a 800 °C. Dopo la riduzione metallotermica e le reazioni DSHS, l'ossido di magnesio (MgO) può essere separato dal diboruro di zirconio mediante una blanda lisciviazione acida.
La sintesi di UHTC mediante riduzione del carburo di boro è uno dei metodi più usati per la sintesi UHTC. I materiali precursori per questa reazione (ossido di zirconio ZrO2, biossido di titanio TiO2, biossido di afnio HfO2 e carburo di boro B4C) sono meno costosi di quelli richiesti dalle reazioni stechiometriche e borotermiche. Il diboruro di zirconio viene preparato a una temperatura superiore a 1600 °C per almeno 1 ora mediante la seguente reazione:
{\displaystyle {\ce {2ZrO2\ +\ B4C\ +\ 3C->2ZrB2\ +\ 4CO}}}
Questo metodo richiede un leggero eccesso di boro, poiché parte del boro viene ossidato durante la riduzione del carburo di boro. Il carburo di zirconio (ZrC) è stato osservato anche come prodotto della reazione, ma se la reazione viene condotta con un eccesso di carburo di boro del 20-25%, la fase carburo di zirconio scompare e rimane solo diboruro di zirconio. Temperature di sintesi più basse (~ 1600 °C) producono UHTC che mostrano granulometrie più fini e una migliore sinterizzazione. Il carburo di boro deve essere sottoposto a rettifica prima della riduzione del carburo di boro per favorire i processi di riduzione e diffusione dell'ossido.
Le riduzioni del carburo di boro possono essere eseguite anche tramite spruzzatura reattiva al plasma se si desidera un rivestimento UHTC. Il precursore o le particelle di polvere reagiscono con il plasma ad alte temperature (6000–15000 °C), il che riduce notevolmente il tempo di reazione. Le fasi diboruro di zirconio e ossido di zirconio sono state formate utilizzando una tensione e una corrente di plasma rispettivamente di 50 V e 500 A.
Un altro metodo per la sintesi di UHTC è la riduzione borotermica di ossido di zirconio, biossido di titanio o biossido di afnio con boro. A temperature superiori a 1600 °C, con questo metodo si possono ottenere diboruri puri. A causa della perdita di parte del boro come ossido di boro, durante la riduzione borotermica è necessario un eccesso di boro. La macinazione meccanica può abbassare la temperatura di reazione richiesta durante la riduzione borotermica. Ciò è dovuto all'aumento della miscelazione delle particelle e ai difetti del reticolo che derivano dalla riduzione delle dimensioni delle particelle di ossido di zirconio e boro dopo la macinazione. Anche questo metodo non è molto utile per applicazioni industriali a causa della perdita del costoso boro come ossido di boro durante la reazione.
I nanocristalli di diboruro di zirconio sono stati sintetizzati con successo da una riduzione di ossido di zirconio con boroidruro di sodio (NaBH4) utilizzando un rapporto molare M:B di 1:4 a 700 °C per 30 minuti sotto flusso di argon:
{\displaystyle {\ce {ZrO2\ +\ 3NaBH4->ZrB2\ +\ 2Na_{(g,l)}\ +\ NaBO2\ +\ 6H2_{(g)}}}}
Il diboruro di zirconio può essere preparato anche con metodi di sintesi basati su soluzioni, sebbene siano stati condotti pochi studi sostanziali. I metodi basati su soluzioni consentono la sintesi a bassa temperatura di polveri UHTC ultrafini. Sono state sintetizzate polveri di diboruro di zirconio utilizzando i precursori inorganici-organici {\displaystyle {\ce {ZrOCl2\cdot 8H2O}}}, acido borico e resina fenolica a 1500 °C. Le polveri sintetizzate presentano una dimensione dei cristalliti di 200 nm e un basso contenuto di ossigeno (~ 1,0% in peso). Recentemente è stata anche studiata la preparazione di diboruro di zirconio da precursori polimerici. Ossido di zirconio e biossido di afnio possono essere dispersi in precursori polimerici di carburo di boro prima della reazione. Riscaldando la miscela di reazione a 1500 °C si ottiene la generazione in situ di carburo di boro e carbonio, e presto segue la riduzione di ossido di zirconio a diboruro di zirconio. Il polimero deve essere stabile, lavorabile e contenere boro e carbonio per essere utile per la reazione. I polimeri dinitrilici formati dalla condensazione del dinitrile con il decaborano soddisfano questi criteri.
La deposizione chimica da vapore può essere utilizzata per preparare il diboruro di zirconio. Il gas idrogeno viene utilizzato per ridurre i vapori di tetracloruro di zirconio (ZrCl4) e tricloruro di boro (BCl3) a temperature del substrato superiori a 800 °C. Recentemente, film sottili di diboruro di zirconio di alta qualità possono essere preparati anche mediante deposizione fisica da vapore

## Difetti e fasi secondarie nel diboruro di zirconio
Il diboruro di zirconio ottiene la sua stabilità meccanica ad alta temperatura dalle alte energie del difetto atomico (cioè gli atomi non deviano facilmente dai loro siti reticolari). Ciò significa che la concentrazione dei difetti rimarrà bassa, anche a temperature elevate, prevenendo il cedimento del materiale.
Anche il legame a strati tra ogni strato è molto forte, ma significa che la ceramica è altamente anisotropa, con diverse dilatazioni termiche nella direzione {\displaystyle z\,<001>}. Sebbene il materiale abbia eccellenti proprietà alle alte temperature, la ceramica deve essere prodotta con estrema attenzione poiché qualsiasi eccesso di zirconio o boro non verrà accolto nel reticolo del diboruro di zirconio (cioè il materiale non si discosta dalla stechiometria). Al contrario, formerà fasi con punto di fusione più basso che potrebbero comportare il cedimento in condizioni estreme.

## Diffusione e trasmutazione in diboruro di zirconio
Il diboruro di zirconio è anche studiato come possibile materiale per le barre di controllo dei reattori nucleari a causa della presenza di boro e afnio.
{\displaystyle \mathrm {^{10}B+n\to \left[^{11}B\right]\to ^{4}He+^{7}Li+2,31\,MeV} }
La struttura a strati fornisce un piano per la diffusione dell'elio. Si forma come un prodotto di trasmutazione del boro-10 e migrerà rapidamente attraverso il reticolo tra gli strati di zirconio e boro, tuttavia non nella direzione {\displaystyle z}. È interessante notare che è probabile che l'altro prodotto di trasmutazione, il litio, sia intrappolato nei posti vacanti del boro prodotti dalla trasmutazione del boro-10 e non venga rilasciato dal reticolo.